# Хана Селимовић
Хана Селимовић (Београд, 5. фебруар 1987) српска је филмска, телевизијска и позоришна глумица.

## Биографија
Хана Селимовић потиче из породице интелектуалаца. Ћерка је новинара Бојана Селимовића, а Меша Селимовић јој је деда стриц. Завршила је Филолошку гимназију у Београду, а потом конкурисала на Факултету драмских уметности, који није успела да упише. После два покушаја, одустала је, а затим уписала Академију уметности београдског Алфа универзитета. Дипломирала је 2009. године, у класи професора Небојше Дугалића, представом „Код куће — Кабул” Тонија Кушнера. Са њом у класи студирали су Милица Стефановић, Душица Новаковић, Сандра Сара Оклобџија, Тијана Печенчић, Искра Брајовић, Слободан Роксандић, Немања Вановић, Стефан Бундало, Марко Миловановић, Милан Босиљчић и Бојан Перић. Касније је постала Дугалићева асистенткиња на одсеку за глуму на истом факултету. Пре, за време и у периоду непосредно после завршетка студија, Хана је играла у неколико филмова, али се остварила најпре као позоришна глумица, освојивши велики број награда до своје 30. године. Играјући у представи „Отац на службеном путу”, Хана је добила четири престижна признања. Најпре на на загребачким Данима сатире „Златни смијех” и гран при сарајевског МЕСС-а, а затим и годишњу награду Атељеа 212, „Зоран Радмиловић” на Стеријином позорју 2012. године, као и награду за најбољег младог глумца „Авдо Мујчиновић” на позоришном фестивалу "Без превода" у Ужицу, a касније и награду Ардалион за најбољу женску улогу на истом фестивалу. Такође, освојила је и награду филмског фестивала „Пуа” у Француској исте године.
Неке од запаженијих филмски улога имала је у остварењима Бели, бели свет (2010), Тамарин изостанак (2011), Непослушни (2014), Име: Добрица, презиме: непознато (2016) и Пула то је рај (2017).
У марту 2019. године Хана Селимовић је предложена као кандидаткиња за награду „Петар Банићевић“, коју додељује Народно позориште у Београду, тако да исту дели са колегиницом Сузаном Лукић. Хана Селимовић је одбила да прихвати награду, уз образложење да јој позориште није омогућило да постане стална чланица ансамбла те куће и одрекла се свог дела признања.

## Улоге

### Позоришне представе
| Представа                      | Улога                     | Режија                  | Позориште                       | Премијера           |
| ------------------------------ | ------------------------- | ----------------------- | ------------------------------- | ------------------- |
| Очеви и оци                    | Јашина Унука              | Зоран Ратковић          | Атеље 212                       | [ 18 ]              |
| Фигарова женидба и развод      | Гђа доктор                | Слободан Унковски       | Народно позориште у Београду    | 16. новембар 2008.  |
| Нова Страдија                  | Анђео, Посланица, Попокап | Кокан Младеновић        | Народно позориште у Београду    | 12. март 2009.      |
| Код куће / Кабул               | Присила Силинг            | Жељко Ђукић             | Народно позориште у Београду    | 29. октобар 2009.   |
| Отац на службеном путу         | Мајка, Сена Зољ           | Оливер Фрљић            | Атеље 212                       | 27. март 2011.      |
| Вишњик                         | Дуњаша                    | Дејан Мијач             | Југословенско драмско позориште | 4. октобар 2011.    |
| Збогом СФРЈ                    | Звездана, ћерка           | Кокан Младеновић        | Атеље 212                       | 29. новембар 2011.  |
| Код вечите славине             | Тета Тина                 | Mилан Нешковић          | Народно позориште у Београду    | 16. април 2014.     |
| Чехов је Толстоју рекао збогом | Олга                      | Ирфан Менсур            | Битеф театар                    | 4. децембар 2014.   |
| Чудо у Шаргану                 | Цмиља                     | Егон Савин              | Народно позориште у Београду    | 20. фебруар 2015.   |
| Палилулски роман               | Јула                      | Егон Савин              | Београдско драмско позориште    | 12. јун 2015.       |
| Елементарне честице            | Анабел                    | Ивица Буљан             | Дубровачке љетне игре           | 20. јул 2015.       |
| Иванов                         | Саша, кћи Лебедевих       | Татјана Мандић Ригонат  | Народно позориште у Београду    | 12. октобар 2016.   |
| Царство мрака                  | Анисја                    | Игор Вук Торбица        | Народно позориште у Београду    | 24. март 2017.      |
| Најгоре најбоље време          |                           | Душанка Стојановић Глид | Коларчева задужбина             | 12. септембар 2017. |
| Царство небеско                |                           | Јернеј Лоренци          | Народно позориште у Београду*   | 26. септембар 2017. |
| Војцек                         | Мери                      | Аница Томић             | Народно казалиште Иван Зајц     | 12. јануар 2018.    |
| Тартиф                         | Дорина                    | Игор Вук Торбица        | Народно позориште Сомбор*       | 8. фебруар 2019.    |
| 64                             | Ева                       | Алиса Стојановић        | Атеље 212                       | 21. април 2021.     |

### Филмографија
| Год.    | Назив                            | Улога             |
| ------- | -------------------------------- | ----------------- |
| 2000-е▲ |                                  |                   |
| 2004.   | Пољупци                          | Мила              |
| 2008.   | Између сна и сна (кратки филм)   |                   |
| 2010-е▲ |                                  |                   |
| 2010.   | Бели, бели свет                  | Роса              |
| 2011.   | Тамарин изостанак (кратки филм)  | Тамара            |
| 2014.   | Непослушни                       | Лени              |
| 2015.   | Сизиф К.                         | Танатос           |
| 2016.   | Име: Добрица, презиме: непознато | Марина            |
| 2018.   | Београдска трилогија (ТВ филм)   | Сања              |
| 2018.   | Окупирани биоскоп (документарни) | лично             |
| 2018–   | Беса (серија)                    | Дивна Дукић       |
| 2019.   | Из љубави                        | Олга              |
| 2020-е▲ |                                  |                   |
| 2020.   | Тајкун (серија)                  | Јована Несторовић |
| 2024.   | Апсурдни експеримент             |                   |
| 2024.   | Yugo Florida                     |                   |

## Награде и признања
- Награда Златни смијех на „Данима сатире“ у Загребу, за улогу Мајке, Сене Зољ у представи Отац на службеном путу (2011)[10]
- Стеријина награда, за улогу Сене Зољ у представи Отац на службеном путу, на 57. Стеријином позорју у Новом Саду (2012)[53]
- Награда Зоран Радмиловић (2012)[54]
- Најбоља глумица 57. Стеријиног позорја, по избору новосадског „Дневника“, 2012.[55]
- Награда Вељко Маричић за најбољу женску улогу на 19. Међународном фестивалу малих сцена у Ријеци, за улогу Мајке у представи Отац на службеном путу (2012)[56]
- Награда за најбољу глумицу на XVIII Театар фесту „Петар Кочић“, за улогу Цмиље у представи Чудо у Шаргану[57]
- Статуета за најбољу глумицу XXII Глумачких свечаности „Миливоје Живановић“, по оцени стручног жирија[58]
- Награда за најбољу глумицу на 25. Међународном позоришном фестивалу „Вршачка позоришна јесен“, за улогу Саше у представи Иванов[59]
- Награда Ардалион за најбољу женску улогу на 22. Југословенском позоришном фестивалу у Ужицу, за лик Саше у представи Иванов[60]